# Apuesta

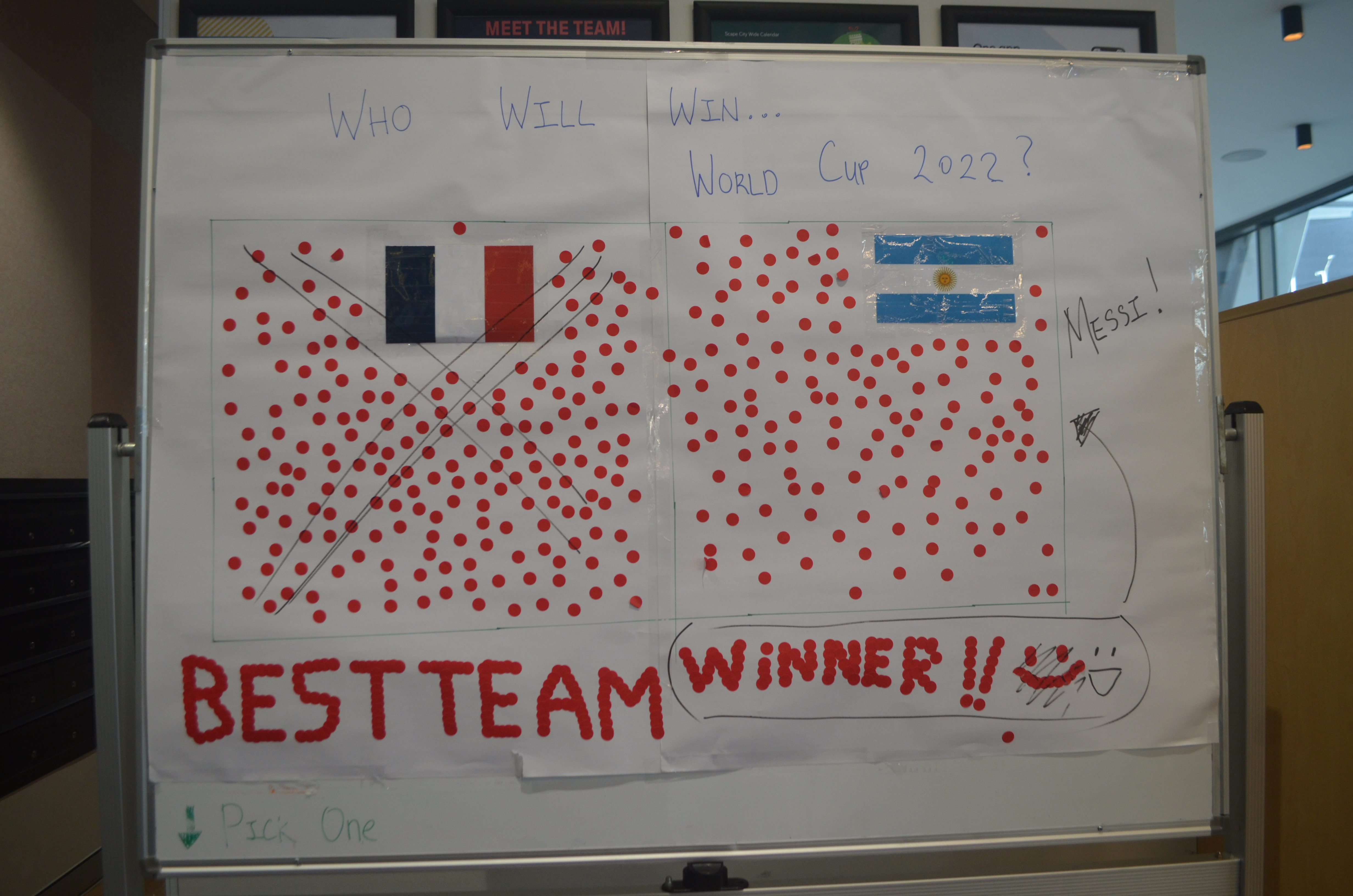
Una tabla blanca con apuestas sobre el ganador de la Copa Mundial de Fútbol de 2022

Una apuesta es una forma de compromiso basado en el azar, en el cual deben existir al menos dos apostadores y en el que queda bien especificado quién apuesta contra quién y qué es lo que ambas partes recibirán de ganar. La misma puede ser verbal o escrita; tiene validez de igual modo y debe ser cumplida. En toda apuesta se espera obtener algún tipo de beneficio o satisfacción de la naturaleza que sea, si se gana, pero en contraparte ambos deben pactar qué es lo que perderán o de lo contrario no existirá la obligación de pagar la apuesta.
Dado el gran valor concedido al azar desde la Antigüedad, y el enorme interés por su interpretación en torno al cual se originan supersticiones, la apuesta ha constituido una parte esencial de la historia de las culturas: desde las realizadas con conchas mezcladas en un casco mencionado en la Eneida de Virgilio, hasta las múltiples referencias que aparecen en la Biblia, la apuesta se constituye como una de las formas de enriquecimiento e interacción de mayor antigüedad en la civilizaciones humanas.
En el contexto de las apuestas, el término "juego" se refiere a las actividades específicamente permitidas por la ley. Apuesta, por tanto, se refiere al propio mecanismo, llevado a cabo de modo legal o ilegal. Por otra parte, las apuestas también pueden llevarse sobre un objeto que no sea dinero.

## Procedimiento
El procedimiento básico de apuesta consiste en:
1. especificar cuál es tema sobre el cual se apuesta y cuál es el criterio de éxito de la apuesta;
2. delimitar quiénes apuestan;
3. pactar la apuesta;
4. definir qué gana y qué pierde cada persona que apuesta;
5. cobrar la apuesta según los términos anteriores, que puede ser de palabra, depósito de dinero o algún objeto de valor en función de un evento contingente;
6. en caso de no quedar en una apuesta previa, se procede con un "Ganador pide".

Si la declaración es unilateral (si solo existe un apostador, pero hay otra persona en la apuesta aunque no la acepte pero tampoco la niegue), habrá un compromiso de apuesta, y se convierte en una declaración de certeza y, por lo tanto, hay compromiso de pago. Por ejemplo, el hecho de asistir a un casino donde hay una apuesta no da derecho a ser ganador o categoriza como perdedor a menos que se pague por participar en el juego. Habitualmente, el resultado arrojado por ese depósito se hace válido en un breve período. La apuesta consiste, básicamente, en una predicción de entre un grupo de posibilidades, y la forma más sencilla de apuesta se dirime entre dos alternativas: ganar o perder.

## La lógica de la apuesta
Se puede hablar de muy diversos tipos de apuestas, como la unilateral (donde una persona hace una afirmación con el propósito de expresar su grado de confianza sobre la ocurrencia de un suceso, hecho o fenómeno). Sin embargo, esta declaración no implica el pago de un objeto, bien o servicio dado que el apostador no puede ser perdedor y ganador a la vez, a menos que exista una contraparte que acepte, pacte y declare de forma abierta que ¨amarra¨ la apuesta indicando el objeto, bien o servicio que dará a cambio en caso de perder. En este caso se convierte en una apuesta bilateral (donde dos personas apuestan la una contra la otra para demostrar su suerte), extendida (donde varios apostadores apuestan contra otros, incluso desconocidos, con el fin de demostrar su suerte, como por ejemplo en las carreras de caballos). Pero es sobre todo en el ámbito del deporte y en los juegos de azar organizados, como la Lotería Nacional, donde se encuentran más ampliamente realizadas las apuestas. El valor de la apuesta se estima a partir de un valor de billete. Este billete puede informar sobre las posibilidades de resultar premiado. Por ejemplo, en España, para el sorteo de Navidad de la Lotería Nacional: 1/14.000.000; para una Quiniela, 1/5.000.000; para "El Gordo" de la Lotería Primitiva, 1/31.000.000, según datos sin actualizar. En este caso, el billete tiene un valor estándar que puede duplicarse adquiriendo varias participaciones por ese mismo valor.
Sin embargo, el billete también puede tener un valor variable, que dependería de la situación global de las apuestas realizadas. En las carreras de caballos, por ejemplo, se fija un valor llamado starting price, calculado a partir de los propios resultados de venta de tickets, y que sirve como orientación de la posibilidad hipotética de victoria, así como del beneficio obtenido en ese caso. Así, por ejemplo, una apuesta 10/1 indica que en caso de victoria cada participación decuplicaría su valor, si bien como starting price pronostica un 10% de posibilidades de éxito. Por tanto, en este caso el apostador debe contar con un factor estadístico y con la intervención del azar.
Aunque se supone que el conocimiento de leyes de azar puede mejorar los resultados de la apuesta, lo cierto es que muy pocas personas han logrado hallar una técnica eficaz de apuesta.

## Aspectos legales
Tanto la tradición católica como la judía fijaron días propios para apostar, aunque en un contexto más general las autoridades religiosas desaprobaban estas prácticas por considerarlas profanas. Las apuestas pueden tener igualmente consecuencias socialmente conflictivas, y es por ello que basándose en razones religiosas y sociales, las autoridades han limitado históricamente el juego. Algunas naciones islámicas aún lo prohíben completamente; la mayoría de países se limitan a establecer reglamentos de control.
En muchas jurisdicciones de los EE.UU., tanto a nivel local como estatal, se prohíbe o controla estrictamente el juego. Esto hace que se genere un turismo de apuestas y un circuito ilegal de apuestas. De cualquier modo, la implicación del gobierno con las grandes organizaciones de juego se refleja en un trato fiscal especial, debido a los considerables beneficios que el juego proporciona, y que constituyen en la práctica la base de la economía de países como Mónaco o Macao.
Aunque los contratos de seguros tienen mucho en común con los depósitos, se distinguen legalmente como acuerdos en los que ninguna parte concurrente se manifiesta interesado en el "resultado" de ese depósito, más allá del propio coste económico de su sostenimiento. Por ejemplo, una "apuesta" con una aseguradora sobre la posibilidad de que un vehículo sea robado no es "juego", sino un seguro -en tanto que el propietario está más interesado en mantener su propiedad que en el aspecto puramente financiero de la "apuesta" (es decir, las condiciones del seguro). Sin embargo, tanto el seguro como los contratos de juego están típicamente considerados como aleatorios por la mayoría de los sistemas legales, aunque queden sujetos a distinta legislación.
Es por ello que existe una legislación específica que establece que los resultados sean estadísticamente aleatorios, para evitar que los fabricantes diseñen dispositivos en los que sea imposible ganar un premio elevado. Sin embargo, ya que estos premios son muy improbables, los beneficios tienden generalmente hacia la banca o el propietario del local.
Para decidirse por una buena casa de apuestas hay que considerar varias características porque forman parte de un funcionamiento adecuado de cualquier sitio de apuestas online. No hay que olvidar que lo más importante en lo que debemos fijarnos es la licencia que tiene el operador de apuestas. La licencia debe ser válida para la mayor garantía por la seguridad de los datos personales. 

## El juego de apuestas en Estados Unidos
Según la ley federal de los Estados Unidos, apostar es legal, y cada estado es libre de regular o prohibir esta práctica. Las apuestas son legales en Nevada desde 1931, convirtiéndose con el paso del tiempo en la espina dorsal de la economía, y la ciudad de Las Vegas en la capital mundial del juego. En 1976, las apuestas se legalizaron en Atlantic City (Nueva Jersey) y en 1990 en Tunica (Misisipi); ambas ciudades han levantado complejos hoteleros y núcleos de casinos desde entonces. Gracias a una sentencia favorable de la Corte Suprema de los Estados Unidos dictada en 1987, muchos nativos americanos han construido sus propios casinos en sus tierras ancestrales para suministrar ingresos a su tribu. Ya que las tribus son consideradas como "naciones soberanas", suelen verse libres de las leyes estatales de juego, quedando así tan sólo reguladas por la ley federal. Por otra parte, casi todos los estados han legalizado el juego en la forma de la Lotería Estatal.

## Caducidad de la apuesta
Tanto la tradición católica como la judía fijaron que la caducidad de la apuesta, plazo máximo de entrega, 24 horas. Algunas naciones islámicas dan de margen una luna.

## Variables de la apuesta
Hay tres variables comunes a toda forma de apuesta:
- Cuánto se apuesta, (el depósito inicial, en forma de dinero o bienes de valor).
- La predictibilidad del evento, que puede manifestarse en varias maneras:
  1. Mediante un sistema mecánico o electrónico, como las loterías, las máquinas tragaperras y el bingo. En este caso los resultados serán aleatorios y no podrá extraerse ninguna conclusión a partir de la observación de su funcionamiento, suponiendo que la maquinaria funcionara como debe.
  2. En formas no mecánicas de juego, por ejemplo apuestas deportivas o carreras de caballos. En estas sí existe cierta predictibilidad, por lo cual cierta experiencia o conocimiento del entorno puede incrementar las posibilidades de éxito.
- Los beneficios acordados entre las dos (o más) partes implicadas en la apuesta; si hay una casa o un croupier los resultados están diseñados para, de modo perfectamente legal, favorecerlo.

El valor esperado, positivo o negativo, es un resultado matemático obtenido a partir de estas variables. La cantidad invertida determina la escala de un depósito individual; los beneficios y la cantidad apostada determinan si el balance es favorable, la predictibilidad determina las probabilidades de éxito de la apuesta. Finalmente, la frecuencia de resultados positivos multiplicado por los beneficios menos la cantidad invertida equivale al "valor esperado". La habilidad del jugador reside en su comprensión y su manipulación de esas tres variables, de modo que el "valor real" sea positivo tras una serie de apuestas.

## Juegos de azar

### Juegos de casino
Aunque en teoría puede apostarse en cualquier juego, y cualquier juego de azar puede hacerse por simple diversión, existen algunos que figuran por lo general en las salas de juego.

#### Juegos de mesa
- Blackjack
- Pai Gow Poker and Tiles
- Póquer
- Teen Patti
- El 21
- Póker a 3 cartas
- Baccarat (punto blanco)
- Stud Póquer Caribeño
- Guerra de Casino
- Craps
- Fan-Tan
- Faro
- Let It Ride
- Pachinko
- Póquer en pirámide
- Póker a 4 cartas
- Red Dog
- Sic Bo
- Texas Hold'em Bonus Poker
- Ruleta

#### Juegos electrónicos o "recreativas"
- Shogles
- Tragaperras
- Video póker

#### Otros tipos de juegos de azar
- Apuestas deportivas ("Porras")
- Apuestas de árbitros
- Keno
- Bingo

### Juegos de azar fuera del casino
Hay juegos de azar que no son tan propios de las salas de juego, como el bingo (tal como se juega en USA y UK), el billar de carambolas, la lotería, los "rasca y gana", y el Mahjong.
Otros juegos de azar de este tipo son:
- Juegos de cartas, como el "mentiroso", el bridge, el cinquillo, el continental, la brisca, el burro, el mus y otros.
- Juegos de arrojar monedas.
- Juegos "sociales", como "la botella".
- Juegos de carnaval, como el Razzle o el Hanky Pank
- Juegos de dados, como el Backgammon, el "mentiroso" de dados, el Passe-dix, el "treses", el Cerdo, o el México.

- Aunque es raro encontrar un casino donde se juegue arrojando monedas, es sabida la afición a este juego en algunos casinos australianos.[6]

## Tipos de apuestas

### Apuestas con beneficio fijo
Las apuestas con beneficio fijo y las "parimutuas" suelen darse en eventos deportivos o elecciones políticas. Además, muchos de los corredores de apuestas ofrecen "beneficios fijos" sobre apuestas no deportivas, como la dirección y duración de un movimiento de bolsa, el ganador de un reality-show, o los resultados electorales. Los mercados de pronóstico interactivo también ofrecen este tipo de productos, con la posibilidad de jugar con porcentajes de lo que se juega en el mercado normal.

### Apuestas mutuas
En las apuestas mutuas, los montos apostados a todos los resultados se juntan en una bolsa común, y se reparten entre las apuestas ganadoras en proporción al monto apostado. A esta bolsa se le descuenta la comisión de la casa; en Estados Unidos generalmente es de alrededor de 5 al 10% y en otros países puede llegar a 40%. También se le descuentan los varios impuestos, que pueden ser del 1 al 30% dependiendo de la legislación del país. En el caso de Jai-Alai se puede seguir apostando con los corredores o "gritones" durante todo y hasta 1 punto antes del partido, haciendo de ésta la mejor apuesta para cubrirse en caso de ir perdiendo.

### Apuestas deportivas
Apostar por un equipo deportivo se ha convertido en una de las bazas más potentes de la industria del juego. El país pionero en las apuestas de todo tipo, sobre todo caballos, galgos y deportes siempre ha sido Reino Unido. Sin embargo, desde el año 2002 se está llevando a cabo toda una expansión de casas de apuestas virtuales, centradas en apuestas deportivas, que está llegando a todos los países europeos y americanos. La cuota es el trazador de las ganancias potenciales a una apuesta. Hay varios tipos de cuotas:
- Cuota europea: Es una cuota en forma de número entero o decimal (ej: 1,5 o 3).
- Cuota inglesa: Es una cuota en forma de fracción (ej: 1/2 o 2/1).
- Cuota americana: Es una cuota que puede expresarse en forma de número positivo o negativo (ej: -200 o 200).

Se puede apostar por una amplia variedad de deportes, desde los más comerciales como fútbol, baloncesto, tenis, Fórmula 1, motociclismo o voleibol; hasta algunos que no lo son tanto, como fútbol indoor, tenis de mesa, curling. También se puede apostar por torneos de videojuegos deportivos tales como FIFA (serie) o Pro Evolution Soccer, y en función de la modalidad donde se apueste hay casas de apuestas que son mejores o peores.

#### Arbitraje con apuestas deportivas
En economía y finanzas, arbitraje es la práctica de tomar ventaja de una diferencia de precio entre dos o más mercados: realizar una combinación de transacciones complementarias que capitalizan el imbalance de precios. La utilidad se logra debido a la diferencia de precios de mercado. Por medio de arbitraje, los participantes en el mercado pueden lograr una utilidad instantánea libre de riesgo.
El arbitraje con apuestas deportivas es un sistema de juego libre de riesgo en el cual se obtienen beneficios invirtiendo sucesivamente en dos o más resultados simultáneos, con la seguridad de que se ha de alcanzar un beneficio antes de que se termine el evento, independientemente del valor de los mismos o del resultado deportivo del evento. Este sistema es una combinación de las tradicionales formas de apuesta y compra/venta, que ha sido posible gracias al gran número de corredores que toman apuestas para el mismo evento y la diferencia de precios que ofrece cada uno, que genera por tanto subsistemas de juego sobre los convencionales.

### Otros tipos de apuesta
Se puede apostar con otra persona que algo es cierto o falso, que va a darse un caso específico (una apuesta a favor o "back bet") o no se producirá (una apuesta en contra, o "lay bet" en inglés) en un margen de tiempo específico. Estas apuestas se dan cuando dos personas tienen dos puntos de vista contrapuestos respecto a los cuales cuentan con mucha confianza. Por ello, estos apostadores no sólo esperan ganar la apuesta, sino que desearían demostrar su certeza sobre el tema en cuestión. De cualquier modo, se pacta de acuerdo a lo estipulado anteriormente, apostándose "de palabra", lo cual viene a demostrar el sentido lúdico de la apuesta -que no tiene un beneficio directo- sobre el financiero.
Las apuestas también permiten a los jugadores respaldar o desafiar los hechos contingentes. Del mismo modo que en la bolsa, puede resultar tan bueno apostar en a favor de un caballo -deseando que gane- como apostar en su contra (esperando que pierda, como haría un corredor de apuestas profesional).

## Sistemas de apuestas
Se han inventado muchos sistemas con el fin de asegurar matemáticamente los beneficios, pero ninguno de ellos consigue hacer de una apuesta perdida una apuesta ganada. Los sistemas más usados son:
- Las apuestas fijadas: Sistema tradicional, de apostar la misma cantidad sobre 2 posibilidades.
- Beneficios fijados: Las apuestas varían para asegurar el mismo beneficio sobre cada posibilidad de victoria.
- Apuesta column-due: Una variación de los "beneficios fijados" que consiste en marcarse un "beneficio mínimo" y calcular la apuesta necesaria para llegar a ese valor, incluyendo pérdidas.
- Contar las cartas: Existen muchos sistemas para juegos como el Blackjack que permiten adivinar hasta un 10% las cartas de los demás jugadores; cuando este porcentaje se va incrementando el jugador cuenta con ventaja para aumentar sus apuestas. Mantener la cuenta de las cartas es igualmente una gran ventaja en muchos otros juegos.
- Apuestas "pot" vs. apuestas "buenas": En el póker, por ejemplo, la relación entre el coste actual de partida y el necesario para ganar a un jugador se llama apuesta "pot"; que puede compararse con la apuesta "buena" que resulta tras ganar una mano después de haber afrontado todos las pérdidas necesarias, que le permitieron saber si merecía la pena o no jugar esa mano.
- Kelly: Se llama así al nivel óptimo entre riesgo y beneficio que maximiza el nivel medio de beneficio.
- Martingala: Un sistema basado en apostar lo necesario para recuperar pérdidas anteriores hasta que se dan beneficios.

## Otros usos del término "apuesta"
Muchas decisiones "de riesgo" suelen ser calificadas con términos propios del juego, como "carambola", "ruleta" o "lotería". Si esta terminología es apropiada o no es una cuestión aparte, pero lo que sí está claro es que las actividades siguientes a las que se refieren no son materia de apuesta:
- Asumir riesgos emocionales o físicos, si el valor de beneficio no es cuantificable (por ejemplo el esquí, una campaña política, o pedir a alguien una cita).
- El aseguramiento es un método para transferir el efecto del riesgo de uno (propietario) a otro (asegurador). Los aseguradores usan métodos especiales para calcular beneficios adecuados, que podrían ser comparados con los cálculos de un apostador. Sin embargo, los aseguradores pueden fijar sus cuotas para obtener un beneficio fijo a largo plazo.

Normalmente las apuestas se suelen hacer apostando dinero .
- Situaciones en las que el posible beneficio es una razón secundaria para el comprador/apostador (por ejemplo, el billete que se compra para la rifa de una asociación de la beneficencia).

Igualmente, las inversiones no suelen considerarse apuestas, aunque ciertas inversiones pueden suponer un riesgo significativo. Los ejemplos de inversión incluyen compras en stock, bonos o inmobiliarias. Empezar un negocio también puede ser considerado cierta forma de inversión. Las inversiones generalmente no se consideran apuestas cuando obedecen a los siguientes criterios:
- Beneficios elevados (al menos, a largo plazo)
- Utilidad económica
- Menospreciar el riesgo en vistas del valor final esperado

Algunas inversiones especulativas son especialmente arriesgadas, pero siguen considerándose una actividad separada del juego:
- Los derivados de seguros, como las "opciones de futuro", donde el valor del derivado depende de unas condiciones futuras "ideales" que son dadas supuestas en el momento del contrato.
- Las transacciones con monedas extranjeras
- Predicción de mercados

## Aspectos psicológicos
Muchos estudios han probado que si bien mucha gente participa en juegos de azar como diversión o con expectativas económicas, en realidad el juego es una actividad que -como cualquier otra que implique variaciones en la química cerebral- puede llegar a causar adicción, y resultar peligrosa en determinados casos. Los talleres de terapia deben ser especialmente firmes en lo que atañe a la ludopatía para evitar recaídas, después incluso de graves pérdidas.
El escritor ruso Dostoyevski -que se presenta a sí mismo como ludópata- retrata en "El jugador" las implicaciones psicológicas del juego y cómo el juego puede llegar a afectar a las personas. También asoció las apuestas con la idea de "dinero fácil y rápido", sugiriendo que los rusos tienen una especial afinidad por el juego. Esta asociación entre Rusia y los juegos de azar quedó fijada en el imaginario colectivo con el mito de la ruleta rusa.
En cuanto a los perfiles, se pueden diferenciar 3 tipos de jugadores:
Jugador social: generalmente juega acompañado, dedica un tiempo limitado y las pérdidas son aceptables y determinadas.
Jugador profesional: no realiza una actividad lúdica, sino que representa una fuente de ingresos con el riesgo es limitado, el gasto es programado y sigue una cierta disciplina.
Jugador problemático: al que el juego empieza a generarle problemas, pero menos graves que los del jugador patológico, con menos control sobre los impulsos que el jugador social. Se van aumentando tanto las apuestas, como la frecuencia y el tiempo dedicado al juego.